# 幽幻怪社
『幽幻怪社』（ゆうげんがいしゃ、英題：Phantom Quest Corp.）は日本のOVA。1994年から1995年にかけて全4巻が発売された。タイトルは有限会社と、オカルトを意味する幽幻のごろ合わせで、有限会社であるのは、主人公の経営する会社の役員が彼女と血のつながった人間で構成されているため。

## 概要
このOVAの主人公如月妖華（きさらぎあやか）は、由緒あるエクソシストの子孫。伝統的なやり方に飽きた彼女は自分の会社、幽幻怪社を東京の新宿の摩天楼の中に立てる。
妖華は、悪霊や鬼をはらう際、古くからある知識などだけでなく、口紅入れ型レーザー剣や霊的エネルギーを出すイヤリングなどといった斬新ともいえる武器を用いる。
このように腕の立つ妖華だが、浪費癖のひどさゆえに、出費が会社役員の給料に食い込むことがあり、協力者への支払いが困難になることもある。また酒の飲みすぎで寝坊することもあり、彼女の相棒にして共同経営者の示まもるが起こす羽目になる。
なお、このOVAは、ジェネオンエンタテインメントが北米リリースを担当した。

## 登場人物

### 幽幻怪社
如月妖華
声 - 松本梨香
幽幻怪社代表取締役。朝遅くまで寝ているので、まもるが大量の目覚まし時計で起こす。
示まもる
声 - 伊倉一寿
幽幻怪社社員。妖華より年下だが、しっかりしている。
彗迷
声 - 渡辺菜生子
幽幻怪社社員。
六昆
声 - 屋良有作
幽幻怪社社員。悪霊を退治する山伏。
六郷　奈々美
声 - 三石琴乃
幽幻怪社のアルバイト。パイロキネシス能力を持つ。

### U課職員
狩野功蔵
声 - 山寺宏一
石薔薇由二郎
声 - 龍田直樹
浅加賀ルリ子
声 - 川浪葉子

### 各話の登場人物
第1話
マスター
声 - 田中秀幸
喫茶店「トランシルヴァニア」のマスター。
吸血鬼だが、その性質をおおかた克服した。
水原麻希子
声 - 小山裕香
吸血鬼
声 - 関智一
店員
声 - 丹下桜
第2話
院長
声 - 室園丈裕
佐野（タクシー運転手）
声 - 真地勇志
佐野夫人
声 - 大塚瑞恵
第3話
小川ナツキ
声 - 久川綾
成田東
声 - 三ツ矢雄二
中杉トオル
声 - 塩沢兼人
秘書
声 - 天野由梨
側近A
声 - 長嶝高士
側近B
声 - 安井邦彦
第4話
無鏡
声 - 関俊彦
女店員
声 - 長沢美樹
雲水
声 - 高橋広樹
霍水
声 - 臼井孝康

## スタッフ
- 企画 - 真木太郎、丸山正雄
- プロデューサー - 森尻和明、井上博明、諸澤昌男
- 原案 - 六月十三
- シリーズ構成 - 渡辺麻実
- 監督 - 千明孝一（第1話）、浅香守生（第2話、第4話）、遠藤卓司（第3話）
- キャラクターデザイン・作画監督 - うえだひとし
- オープニングアニメーション - 川尻善昭
- エンディングアニメーション - 兼森義則
- オープニング美術 - 池畑祐治
- 撮影監督 - 白井久男
- 美術監督 - 上原新市
- 音響監督 - 本田保則
- 音楽 - 兼崎順一
- 音楽プロデューサー - 川瀬朗
- 編集 - 尾形治敏
- アニメーション制作 - マッドハウス
- 制作協力 - ONIRO
- 製作 - パイオニアLDC（現GENEON UNIVERSAL）

## 主題歌
オープニングテーマ「THAT'S 幽幻怪社」
作詞 - 枯堂夏子 / 作曲・編曲 - 兼崎順一 / 歌 - 松本梨香
エンディングテーマ「真昼の都会」
作詞 - 枯堂夏子 / 作曲・編曲 - 兼崎順一 / 歌 - 松本梨香

## 各話リスト
| 話数            | サブタイトル                              | 脚本             | 絵コンテ | 演出     | 作画監督       |
| --------------- | ----------------------------------------- | ---------------- | -------- | -------- | -------------- |
| 事件ファイル 00 | 始まりは妖しくも華やかに                  |                  |          |          |                |
| 事件ファイル 01 | もう一度 炎のくちづけを -KISS OF FIRE-    | 渡辺麻実         | 千明孝一 | 千明孝一 | うえだひとし   |
| 事件ファイル 02 | 地の果てまで君と -END OF WORLD-           | 浦畑達彦         | 浅香守生 | 浅香守生 | きくちやすひと |
| 事件ファイル 03 | 誰よりも誰よりも君を愛す -LOVE ME TENDER- | 木村哲、渡辺麻実 | 坂田純一 | 遠藤卓司 | 越智信次       |
| 事件ファイル 04 | 君よ帰れ わが胸に -LOVER COME BACK TO ME- | 浦畑達彦         | 浅香守生 | 浅香守生 | うえだひとし   |

## ライトノベル
- 「幽幻怪社」（作：渡辺麻実、イラスト：うえだひとし、西田亜沙子）、富士見ファンタジア文庫、1995年、ISBN 4-8291-2643-4

## リリース
映像
- 事件ファイル 00:始まりは妖しくも華やかに （1994年7月25日、VHS:PIVA-1027、パイオニアLDC）
- 事件ファイル 01:もう一度 炎のくちづけを -KISS OF FIRE- （1994年8月25日、VHS:PIVA-1028、LD:PILA-1271、パイオニアLDC）
- 事件ファイル 02:地の果てまで君と -END OF WORLD- （1994年10月25日、VHS:PIVA-1029、LD:PILA-1272、パイオニアLDC）
- 事件ファイル 03:誰よりも誰よりも君を愛す -LOVE ME TENDER- （1994年12月21日、VHS:PIVA-1030、LD:PILA-1273、パイオニアLDC）
- 事件ファイル 04:君よ帰れ わが胸に -LOVER COME BACK TO ME- （1995年2月25日、VHS:PIVA-1031、LD:PILA-1274、パイオニアLDC）
- 幽幻怪社 R-1（1994年11月25日、VHS:PIVS-1371、ジェネオン エンタテインメント）

事件ファイル 01、事件ファイル 02収録
- 幽幻怪社 R-2（1995年2月24日、VHS:PIVS-1372、ジェネオン エンタテインメント）

事件ファイル 03、事件ファイル 04収録
- 幽幻怪社 DVD（1998年12月22日、PIBA-1019、ジェネオンエンタテインメント株式会社）

全4話収録、事件ファイル00『始まりは妖しくも華やかに』を特別収録。
音楽
- 幽幻怪社 音楽篇

1994年8月25日、PICA-1045
1. THAT'S 幽幻怪社（歌:松本梨香）
2. ショートドラマ#1いつもながらの攻防戦
3. BGM1
4. しあわせの絶頂（歌:松本梨香、山寺宏一）
5. ショートドラマ#2お金がすべてじゃないけれど・昼
6. BGM2
7. 瞳はミステリー（歌:三石琴乃）
8. ショートドラマ#3とにもかくにもお仕事第一・夜
9. BGM3
10. みれん念仏（歌:松本梨香）
11. ショートドラマ#4誘い誘われ・午前様
12. 真昼の都会（歌:松本梨香）